# Стасс, Раймон
Раймон Рене Фриц Арман Мари Жюль Стасс (фр. Raymond René Fritz Armand Marie Jules Stasse; 30 апреля 1913, Мбандака, Колонии Бельгии — 9 июля 1987, Льеж, Валлония) — бельгийский фехтовальщик-шпажист. Участник летних Олимпийских игр 1936 и 1948 годов, бронзовый призёр чемпионата мира 1937 года.

## Биография
Раймон Стасс родился 30 апреля 1913 года в городе Кокийявиль в Бельгийском Конго (сейчас Мбандака в ДР Конго).
В 1936 году вошёл в состав сборной Бельгии на летних Олимпийских играх в Берлине. В личном турнире шпажистов выиграл группу 1/8 финала, победив Паулу дʼЭса Леала из Португалии (3:1), Иана Кэмпбелла-Грея из Великобритании (3:0), Режё Барту из Венгрии (3:1), Йозефа Кунта из Чехословакии, Дениса Долечко из Румынии (3:0), Романа Фишера из Австрии (3:2) и Эрнеста Далтона из Канады (3:1) и уступив Саверио Раньо из Италии (1:3). В четвертьфинальной группе занял 3-е место, победив Романа Кантора из Польши (3:1), Иана Кэмбпелла-Грея (3:2), Иоана Миклеску-Прэеску из Румынии (3:2), Пребена Кристиансена из Дании (3:0), Франсуа Дюре из Швейцарии (3:2), Корнелиса Вебера из Нидерландов (3:1) и Торстейна Гуте из Норвегии (3:1), уступив Хансу Дракенбергу из Швеции (2:3) и Саверио Раньо (0:3). Полуфинальную группу выиграл, победив Энрике да Силвейру из Португалии (3:1), Белу Бая из Венгрии (3:0), Ханса Дракенберга (3:2), Романа Кантора (3:0), Фредерика Фиттинга из Швейцарии (3:2), Эрве дю Монсо де Берженделя из Бельгии (3:1), Энрике де Агийяра Валима из Бразилии (3:1), завершив вничью поединок с Зигфридом Лердоном из Германии (3:3) и уступив Франко Риккарди из Италии (2:3). В финальном турнире занял 7-е место, выиграв у Энрике да Силвейры (3:2), Иана Кэмпбелла-Грея (3:0) и Христоса Заколостаса из Греции (3:1), завершив вничью поединки с Франко Риккарди (3:3) и Хансом Дракенбергом (3:3) и проиграв Саверио Раньо (2:3), Джанкарло Корнадже-Медичи из Италии (2:3), Шарлю Дебёру из Бельгии (1:3) и Беле Баю (1:3). В командном турнире шпажистов сборная Бельгии, за которую также выступали Робер ТʼСас, Шарль Дебёр, Эрве дю Монсо де Бержендель, Жан Плюмьер и Марсель Эйм, в группе 1/8 финала победила Грецию (8:2), в четвертьфинальной группе завершила вничью матч с Аргентиной (8:8), в полуфинальной группе проиграла Франции (4:9) и Германии (7:8) и победила Польшу (14:2), став 3-й и поделив 5-6-е места в турнире.
В 1937 году завоевал бронзовую медаль чемпионата мира в Париже в личном турнире шпажистов.
В 1948 году вошёл в состав сборной Бельгии на летних Олимпийских играх в Лондоне. В командном турнире шпажистов сборная Бельгии, за которую также выступали Леопольд Хаубен, Раймон Брю, Жан-Мари Раду, Рауль Энкар и Шарль Дебёр, в группе 1/8 финала победила Мексику (10:6) и Канаду (12:1), в четвертьфинальной группе оказалась сильнее США (9:5), в полуфинальной группе победила Францию (10:5), завершила вничью матч со Швейцарией (7:7) и проиграла Дании (6:7), став 3-й и поделив 5-6-е места в турнире. Также был заявлен в личном турнире шпажистов, но не вышел на старт.
Умер 9 июля 1987 года в бельгийском городе Льеж.